# St. Reinold (Düsseldorf)

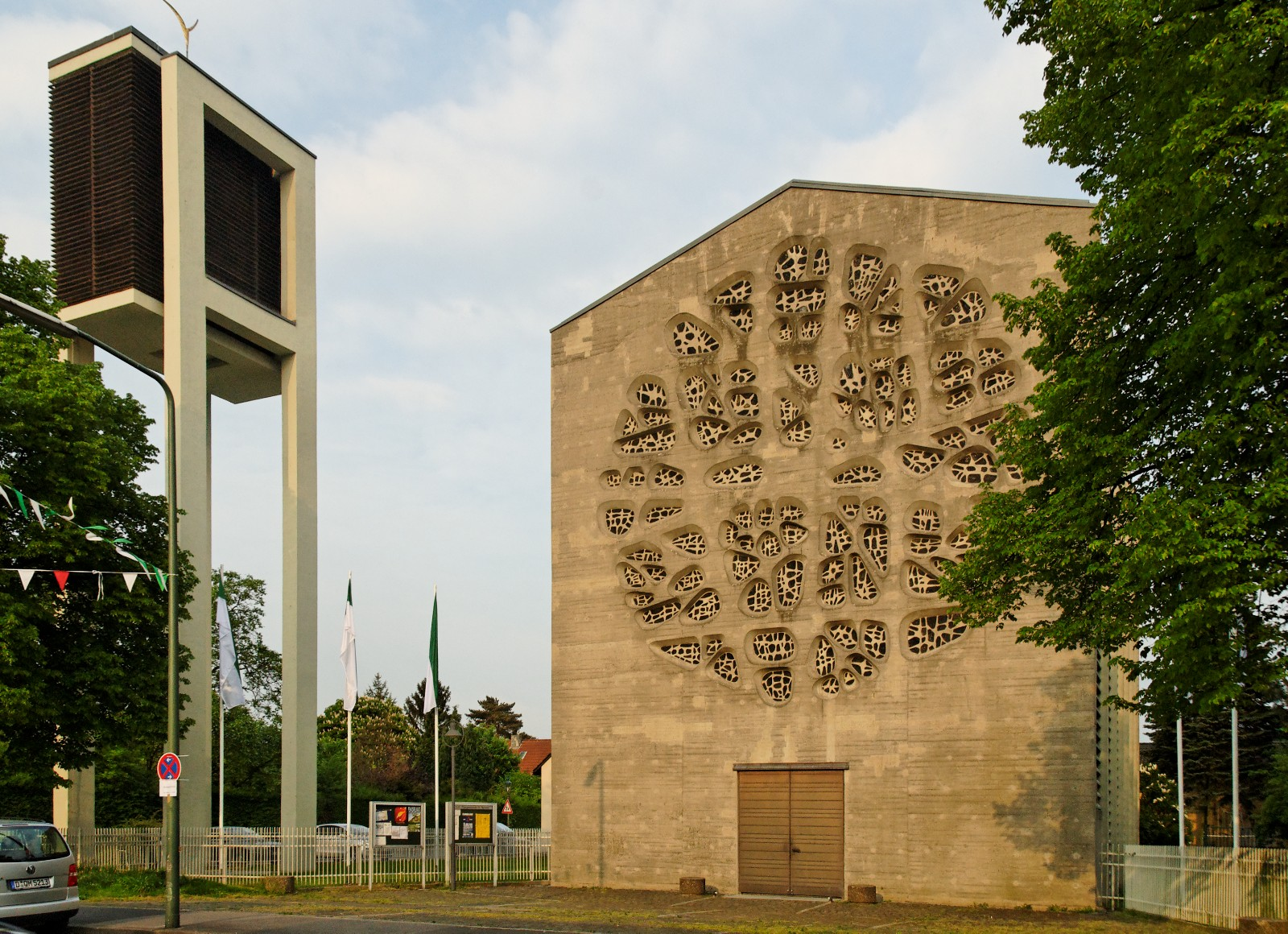
St. Reinold

Die Kirche St. Reinold am Pastor-Finke-Weg 1 in Düsseldorf-Vennhausen wurde 1956/57 nach Plänen von Josef Lehmbrock erbaut.

## Beschreibung
Der Kirchenbau ist ein einschiffiger hoher Raum, der in Richtung des Altars schmaler wird. Auf der linken Seite des Altars befindet sich eine Seitenkapelle. Sowohl der Innen- als auch der Außenbau werden durch ein Stahlbetongerüst gegliedert. Die Binder des Stahlbetongerüsts unterteilen den Kirchenraum in sieben Joche. Die Fläche zwischen den Jochen war ursprünglich auch aus Beton, 1973–1980 wurden die dazwischen befindlichen Betonflächen aber entfernt und durch Lamellen aus Aluminium ersetzt. Unter dem Kirchendach kreuzen sich die Binder des Stahlbetongerüsts und bilden ein modernes Beton-Kreuzrippengewölbe. An der Westfassade wurden unregelmäßig gebildete, gebrochene Glasfelder in den Rohbeton eingesetzt und bilden eine Fensterrose nach dem Vorbild gotischer Rosetten.

## Orgel
Die Orgel wurde 1968 von dem Orgelbauer Walcker (Murrhardt) erbaut. Das Schleifladen-Instrument hat 17 Register auf zwei Manualen und Pedal. Die Spiel- und Registertrakturen sind mechanisch.
| I Hauptwerk C–g3 |             |    |
| 1.               | Prinzipal   | 8′ |
| 2.               | Quintviola  | 8′ |
| 3.               | Oktave      | 4′ |
| 4.               | Spitzflöte  | 2′ |
| 5.               | Mixtur IV–V |    |
| 6.               | Trompete    | 8′ |

| II Brustwerk C–g3 |                 |     |
| 7.                | Rohrflöte       | 8′  |
| 8.                | Nachthorn       | 4′  |
| 9.                | Prinzipal       | 2′  |
| 10.               | Sesquialtera II |     |
| 11.               | Scharff IV      |     |
| 12.               | Dulcian         | 16′ |

| Pedal C–f1 |            |     |
| 13.        | Subbass    | 16′ |
| 14.        | Oktavbass  | 8′  |
| 15.        | Choralbass | 4′  |
| 16.        | Zink III   |     |
| 17.        | Fagott     | 16′ |

- Koppeln: II/I, I/P, II/P